# Bandera de Campmany
La bandera oficial de Campmany té la següent descripció:
Bandera apaïsada, de proporcions dos d'alt per tres d'ample, dividida en tres faixes iguals, verda la superior, groga la del mig i porpra la inferior.
Va ser aprovada el 31 de març de 1994 i publicada en el DOGC el 20 d'abril del mateix any amb el número 1886.